# 镇子梁水库
镇子梁水库是中国山西省朔州市应县镇子梁乡境内的一座水库，位于浑河上，建于1958年。水库正常库容为2070万立方米，集雨面积为1840平方千米，海拔为1010米。